# Obertriebel
Obertriebel ist ein Ortsteil der Gemeinde Triebel/Vogtl. im Vogtlandkreis in Sachsen. Der Ort liegt im östlichen Bereich der Gemeinde an der Triebel. Östlich des Ortes verläuft die Staatsstraße S 308 und südlich die S 309. Zwischen Triebel, Obertriebel und Haselrain erhebt sich der 629 m ü. NN hohe Platzerberg.

## Öffentlicher Nahverkehr
Der Ort ist mit der StadtBus-Linie 91 des Verkehrsverbunds Vogtland im Zweistundentakt an Oelsnitz angebunden. Am dortigen Bahnhof besteht Anschluss zum PlusBus nach Plauen und Schöneck sowie der Vogtlandbahn nach Adorf. 

## Kulturdenkmale
In der Liste der Kulturdenkmale in Triebel/Vogtl. sind für Obertriebel drei Kulturdenkmale aufgeführt:
- Wohnstallhaus und Scheune eines ehemaligen Vierseithofes (Sommerleithen 4a)
- Ehemaliges Forsthaus, ein Wohnstallhaus über winkelförmigem Grundriss (Tiefenbrunner Straße 24)
- Kriegerdenkmal für die Gefallenen des Ersten Weltkrieges